# Après-ski

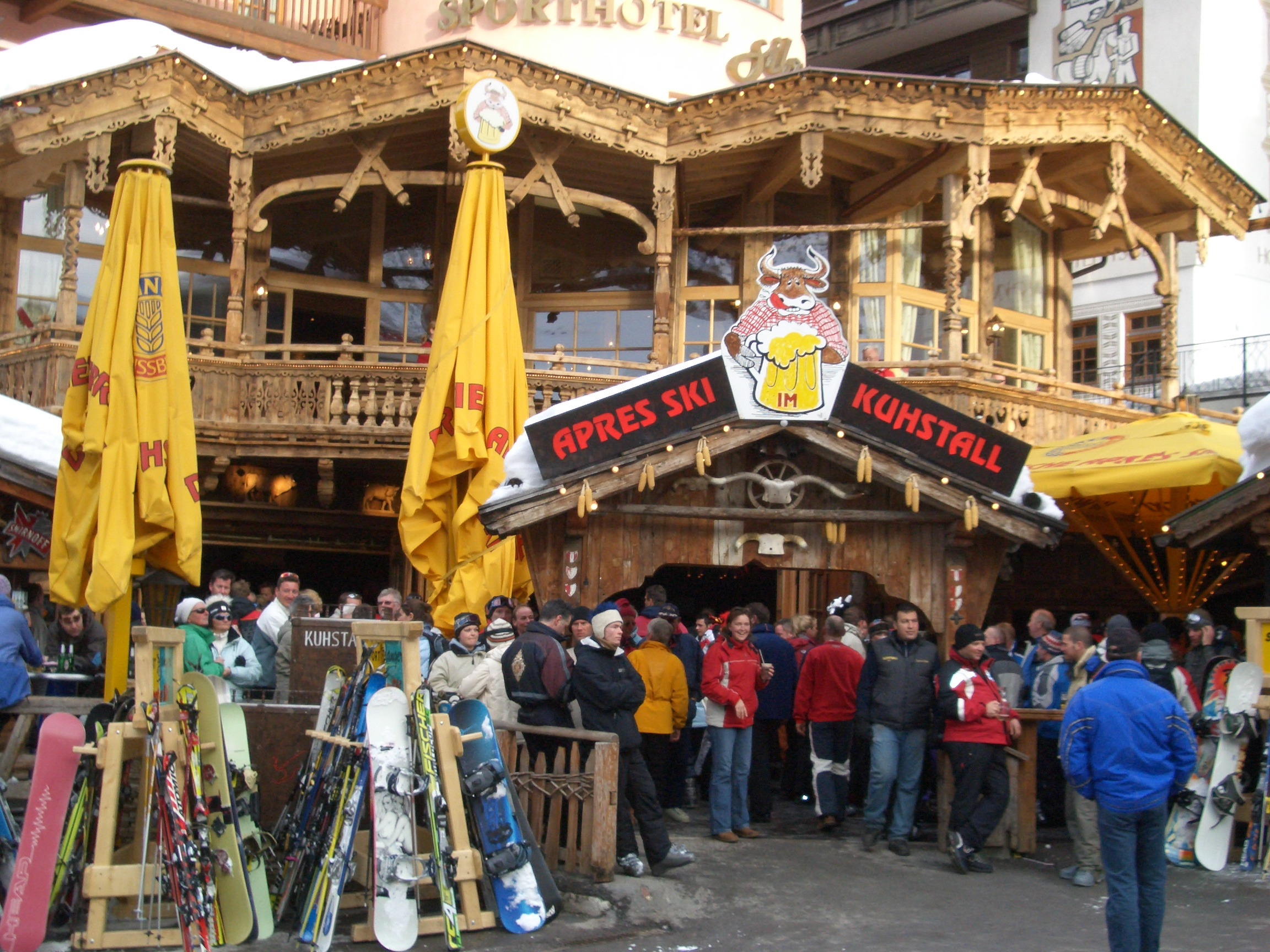
Esempio di après-ski a Ischgl

Con après-ski (pronuncia francese [apʁɛˈski]; pronuncia tedesca [aprɛˈʃiː],) o after-ski (rispettivamente, francese o inglese per dopo-sci) si intende la frequentazione di locali di svago, tipici dell'ambiente sciistico, in cui bere alcolici e ristorarsi, ballare e socializzare, dopo una giornata passata a contatto con la neve. Si trovano principalmente al termine delle piste che conducono a valle o nei pressi dei parcheggi, dove gli sciatori si fermano prima dell'ultima discesa, o prima di andare a casa. Quindi, solitamente, ci si va in tenuta da sci.
Al suo interno non è insolito trovare molta gente, baristi e bariste con costumi tipici locali, un DJ e musica folkloristica o dance. Tipiche bevande di questo tipo di locale sono il vin brulé o il jagertee, ma vi si possono tuttavia trovare anche altre bevande alcoliche, come grappa, vodka, bombardino, spritz, negroni ecc.
Gli après-ski più antichi sono quelli delle località sciistiche austriache, dove l'uso di avere un DJ sulle piste da sci risale addirittura alla fine degli anni 70, mentre i più famosi a livello commerciale sono quelli della Folie Douce, una catena di locali presenti sulle piste da sci di molte località francesi, dove si svolgono feste di dimensioni considerevoli, con l'intervento di DJ, musicisti, performer.
In Italia la storia dell'aprés-ski nasce a Limone Piemonte, località sciistica tra le più antiche della nazione, nella stagione invernale 2006-2007, in un locale sulle piste denominato Baita 2000, dove un DJ italiano di nome Andrea Luis ha importato il concept dopo lunghe frequentazioni dei locali austriaci. Negli ultimi anni gli l'aprés-ski più rinomati in Italia sono quelli del Club Moritzino in Alta Badia e del Super G a Courmayeur.
In francese il termine après-ski si riferisce principalmente ai doposci, degli scarponcini morbidi che si è soliti indossare dopo aver tolto gli scomodi scarponi da sci.